# ヴィーナーベルガー (企業)
ヴィーナーベルガー AG(Wienerberger AG)はオーストリアのレンガメーカーである。同社は屋根瓦とプラスチックパイプにおいて欧州の主要メーカーであり、世界最大のレンガメーカーである。グループ全体で200以上の生産拠点を持ち、2024年には45億1300万ユーロの収益を上げている。日本語表記はウィーネンベルガーとも。

## 歴史
1819年、アロイス・ミースバッハによってウィーンで設立された。1857年に彼が亡くなるまでに、会社は9つの工場と複数の炭鉱を所有するまでに成長した。ミースバッハの甥であるハインリッヒ・ドラシェが会社を引き継ぎ、1869年にウィーン証券取引所に上場した。
その後約100年間、オーストリアのマーケットリーダーとして装飾彫刻、屋根瓦、建築テラコッタなどの分野にも進出した。第一次世界大戦の結果オーストリア＝ハンガリー帝国が崩壊した後は、海外事業の多くを失い、オーストリアの中核事業を中心に再建された。
1920年代頃からレンガ製造に機械プレスを使用し始め、穴あきレンガを製造できるようになった。1950年代には高度なトンネル窯が採用され、製造効率が向上した。1972年にコンクリート瓦メーカーのブラマックを買収した。
1986年にドイツのOltmanns-Gruppe社を買収したのを皮切りに、欧州の他の地域にも進出し、プラスチックパイプ事業にも参入した。1999年には米国のGeneral Shale社を買収し、世界有数のレンガメーカーとなった。
その後も2007年のBaggeridge PLC、2010年のSemmelrock、2014年のTondach GleinstättenとKeymer Tilesなど、数多くの国際的な買収を続けた。2021年には、同社の米国支店であるGeneral ShaleがMeridian Brick of Georgiaを買収し、米国での収益を倍増させた。
2024年にフランスのタイルメーカーTerrealの買収を完了し、欧州全域でのプレゼンスを劇的に拡大し、CreatonとLudowici Roof Tileの所有権を得た。ほぼ同時期に、General Shaleはオハイオ州の床タイルと化粧レンガのメーカーであるSummitville Tileの買収を完了した。

## ブリックアワード
2004年、ヴィーナーベルガーはブリックアワードの授与を開始した。これは2年ごとに発表される建築賞であり、卓越した革新的なレンガ建築を表彰することを目標としている。